# 相対替
相対替（あいたいがえ）とは、江戸時代に行われた、土地所有権移転の形態の一つ。
当時は田畑永代売買禁止令により、田畑の永代売買が禁止されていたが、所有権の移転は様々な形で行なわれた。拝領屋敷の相対替も、幕府の許可があれば行うことができた。